# Louis-Clair Beaupoil de Sainte-Aulaire

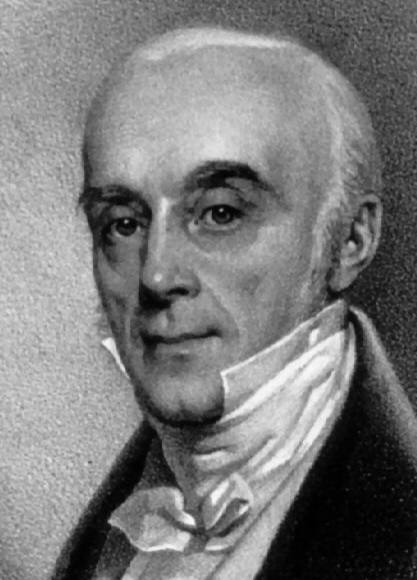
Louis-Clair Beaupoil de Sainte-Aulaire, Lithographie von Josef Kriehuber (1838)

Louis-Clair Beaupoil de Sainte-Aulaire (* 9. April 1778 in Baguer-Pican; † 13. November 1854 in Paris) war ein französischer Diplomat, Neuzeithistoriker und Mitglied der Académie française.

## Leben
Graf Louis-Clair Beaupoil de Sainte-Aulaire gehörte der alten Adelsfamilie Beaupoil de Sainte-Aulaire (auch: Saint-Aulaire) an, die bereits im 18. Jahrhundert in François-Joseph de Beaupoil de Saint-Aulaire ein Mitglied der Académie française gestellt hatte. Er wurde im herrschaftlichen Schloss La Mancelière (heute verschwunden) im bretonischen Baguer-Pican geboren. Als er 11 Jahre alt war, brach die Revolution aus. Sein Vater ging in die Emigration. Er blieb bei seiner Mutter in Frankreich, besuchte das Collège Mazarin, ab 1794 die École polytechnique und arbeitete ab 1796 als Vermessungsingenieur.
Napoleon berief ihn 1809 als Kammerherr an den Kaiserhof und machte ihn 1813 zum Präfekten des Départements Meuse. In der ersten Restauration war er 1814 Präfekt des Départements  Haute-Garonne, trat aber für die Herrschaft der Hundert Tage zurück. 1815 wurde er im Département Meuse zum Abgeordneten gewählt, desgleichen 1818–1823 im Département Gard und 1827–1829 wieder im Département Meuse. Als liberaler Monarchist begrüßte er die Julimonarchie und diente ihr als Botschafter, ab 1831 im Vatikan, ab 1833 in Österreich und von 1841 bis 1847 im Vereinigten Königreich. Die Februarrevolution 1848 war für ihn Anlass, sich ins Privatleben zurückzuziehen. Er starb 1854 im Alter von 76 Jahren. Er war der Schwiegervater des Staatsmanns Élie Decazes.
1822 legte Sainte-Aulaire Übersetzungen von Lessings Emilia Galotti und von Goethes Faust vor, 1827 eine dreibändige Geschichte der Fronde, die Anerkennung fand und ihm den Sitz Nr. 21 in der Académie française einbrachte.

## Werke (Auswahl)
- Histoire de la Fronde. 3 Bde. Baudouin, Paris 1827. Brüssel 1842.
  - (deutsch) Geschichte der Fronde. 2 Bde. Hartmann, Leipzig 1827–1828.
- Considérations sur la démocratie. Garnier, Paris 1850.
- Souvenirs (Vienne, 1832–1841). Lévy, Paris 1926.